# Eston Kohver
Eston Kohver (ur. 1971 w Jõhvi) – oficer Kaitsepolitsei, estońskiej służby bezpieczeństwa, w której pracuje prawdopodobnie od 1991 roku. W 2010 odznaczony Orderem Krzyża Orła 5. klasy za zasługi objęte tajemnicą państwową. W 2011 brał udział w akcji uwolnienia porwanych estońskich turystów w Libanie. 5 września 2014 roku aresztowany przez FSB, uwolniony 26 września 2015.
5 września 2014 roku Kohver został najprawdopodobniej wciągnięty w zasadzkę zastawioną przez rosyjską Federalną Służbę Bezpieczeństwa i uprowadzony z terenu Estonii. Miano również grozić mu bronią. Według strony rosyjskiej Estończyk został schwytany na terenie Federacji Rosyjskiej z nielegalnie przeniesioną przez granicę bronią. Zdarzenie miało miejsce niedaleko wsi Miikse, w pobliżu przejścia granicznego Luhamaa i nastąpiło dzień po wizycie w Tallinnie prezydenta USA Baracka Obamy.
Kohverowi postawiono zarzuty szpiegostwa, nielegalnego przekroczenia granicy i przetransportowano do Moskwy, gdzie został osadzony w więzieniu Lefortowo. 19 sierpnia 2015 rosyjski sąd uznał go winnym szpiegostwa, przemytu broni oraz nielegalnego przekroczenia granicy i skazał na 15 lat łagru i 100 tysięcy rubli grzywny. Estończyk nie przyznał się do winy. Proces rozpoczął się w lipcu i odbywał się za zamkniętymi drzwiami. 
26 września 2015 oficer został wymieniony za Alekseja Dressena – również pracownika estońskich służb, skazanego w 2012 roku na 20 lat więzienia za szpiegowanie na rzecz Rosji. Wymiana odbyła się na moście na rzece Piusie na przejściu granicznym Koidula – Kuniczina Gora.